# سایلنت هیل: گریز
«سایلنت هیل: گریز» (انگلیسی: Silent Hill: The Escape) یک بازی ویدئویی در سبک ترس و بقا است که توسط کونامی و در سال ۲۰۰۷ منتشر شد. «سایلنت هیل: گریز» در پلت‌فرم Freedom of Mobile Multimedia Access منتشر شده‌است.